# Меньшиково (Алексинский район)
Меньшиково (также Менщиково) — исчезнувшая (упраздненная) деревня (ранее — сельцо) в Алексинском районе Тульской области России.

## География
Деревня находилась в северо-западной части Тульской области, в пределах северо-восточного склона Среднерусской возвышенности, в подзоне широколиственных лесов,  восточнее деревень Игнатовка и Нелюбинка, и западнее дер. Сычево.

### Климат
Климат характеризуется как умеренно континентальный, с ярко выраженными сезонами года. Средняя температура воздуха летнего периода — 16 — 20 °C (абсолютный максимум — 38 °С); зимнего периода — −5 — −12 °C (абсолютный минимум — −46 °С). Снежный покров держится в среднем 130—145 дней в году. Среднегодовое количество осадков — 650—730 мм.

## История
По состоянию на 1913 г. входила в состав Афанасьевской волости Алексинского уезда. Относилась к приходу Храма во имя Рождества Христова в селе Слуки (Рождество) Широносовской волости Алексинского уезда Тульской губернии.